# Drepanogynis acerba
Drepanogynis acerba är en fjärilsart som beskrevs av Claude Herbulot 1954. Drepanogynis acerba ingår i släktet Drepanogynis och familjen mätare. Inga underarter finns listade i Catalogue of Life.